# Théâtre municipal de Mont-de-Marsan
Pour les articles homonymes, voir Théâtre municipal.
Le théâtre municipal de Mont-de-Marsan est une salle de spectacle de la préfecture du département français des Landes. Elle est construite entre 1829 et 1830.

## Présentation
Il se trouve au 9 place Charles-de-Gaulle, près de la confluence de la Douze et du Midou, dans la commune de Mont-de-Marsan, chef-lieu du département des Landes. Il fait face à l'ancien hôtel de ville.

## Historique
La ville de Mont-de-Marsan ne semble pas disposer de lieu de spectacle dédié avant le début du XIXe siècle. Les représentations sont jusque-là données soit dans les palais de la noblesse (le 14 février 1548, Marguerite de Navarre, sœur de François Ier, fait jouer dans une salle de Lacataye La Comédie de Montemarsan), soit dans les lieux de culte (église de la Madeleine) ou bien encore dans les espaces publics extérieurs (places ou rues).
Une première salle de spectacle est aménagée à Mont-de-Marsan sur décision du conseil municipal en 1803 dans la chapelle du couvent des Barnabites . Cette décision non seulement concourt à la déchristianisation d'un lieu de culte mais aussi offre au peuple un espace de culture et d'éducation, dans l'esprit de la Révolution française qui, dès 1791, proclame la liberté des théâtres.
En 1830, la ville  finit par se doter d'un théâtre dédié en même temps que d'une halle à l'emplacement occupé précédemment par l'ancien château vicomtal, datant du XIIe siècle et détruit en 1810.
À partir de 1886, une des salles du théâtre accueille le premier musée Dubalen. Celui-ci y restera une quinzaine d'années, avant son transfert au palais Pascal-Duprat.
Théâtre et halle subissent une transformation complète en 1927, le péristyle est ajouté à cette occasion. L'ensemble est rénové en 1988. Le théâtre municipal est renommé le Molière en  mai 2016 et les halles font à nouveau l'objet de travaux en 2017.

## Galerie

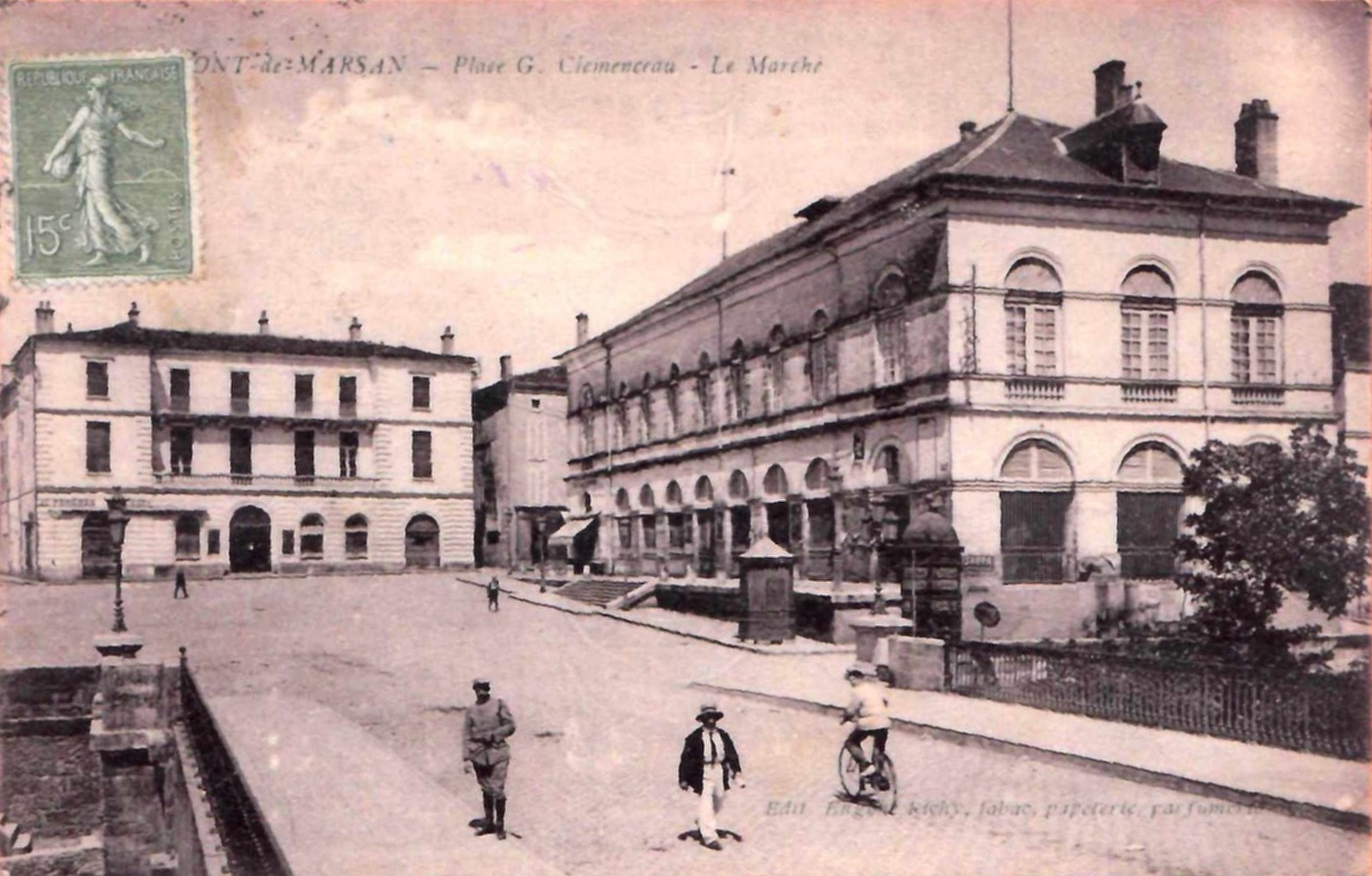
Le théâtre avant sa transformation en 1927 vu du pont Gisèle-Halimi, ainsi rebaptisé en 2005
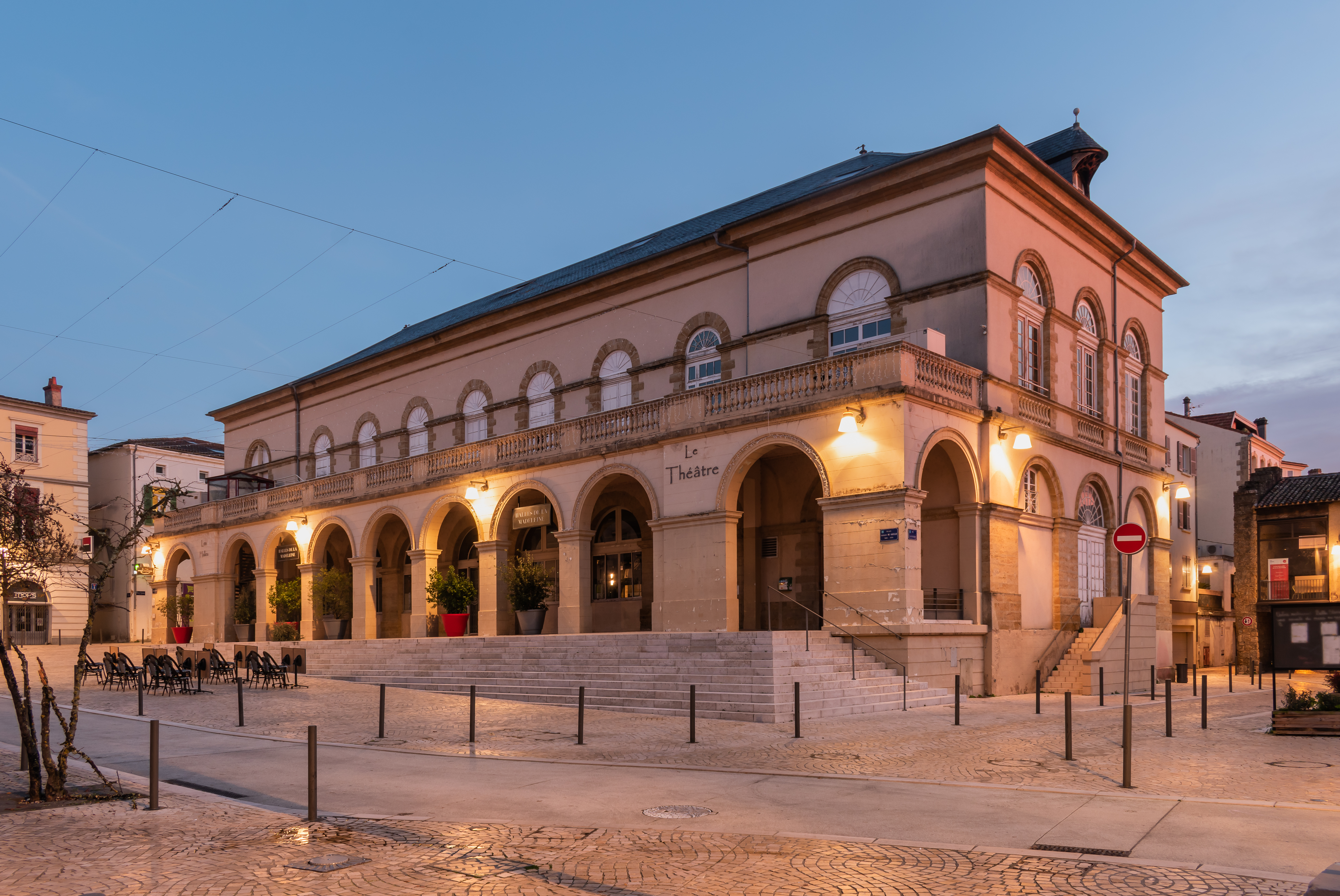
Le théâtre de nuit